# Бенедета Поркароли
Бенедета Поркароли (итал. Benedetta Porcaroli; Рим, 11. јун 1998.) је италијанска глумица.
Позната је по улози тинејџерке Кјаре Алтијери у драмској серији Бејби.

## Биографија
Бенедета Поркароли дебитовала је на малом екрану 2015. године у популарној телевизијској серији Tutto può succedere на телевизијском каналу Раи1, у којој је играла лик Федерике Фераро од 2015. до 2018. Њен филмски деби догодио се 2016. године са врло успешним филмом Савршени странци. 
Од новембра 2018. игра лик Кјаре, протагонисткиње италијанске телевизијске серије Бејби, коју су режирали Андреа де Сика, Ана Негри и Летиција Ламартир, у продукцији Fabula Pictures, а коју дистрибуира Netflix. 2020. године игра поред Виторије Пучини и Едоарда Леа у филму 18 поклона (18 regali), режираном од стране Франческа Амата, и за ту улогу добија номинацију за најбољу споредну глумицу за Наградe Давид ди Донатело. Играла је и лик Донателе Колосанти у драми Католичка школа (La scuola catolica).

## Филмографија

### Филм
- Савршени странци (Perfetti sconosciuti), режија Паоло Ђеновезе (2016)
- Sconnessi, режија Кристијан Марацити (2018)
- Quanto basta, режија Франческо Фаласки (2018)
- Una vita spericolata, режија Франко Понти (2018)
- Tutte le mie notti, режија Манфреди Лућибело (2018)
- 18 regali,  режија Франческо Амато (2020)
- La scuola cattolica, режија Стефано Мордини (2021)
- L'ombra del giorno, режија Ђузепе Пићони (2021)

### Телевизија
- Tutto può succedere, TВ серија (2015-2018)
- Non uccidere, режија Микеле Алаик, ТВ серија, епизода 2x17 (2018)
- Бејби (Baby), ТВ серија, 18 епизода (2018-2020)

### Спотови
- Madonna y Pelé - Thegiornalisti (2019)
- 16 marzo - Achille Lauro (feat. Gow Tribe) (2020)

## Награде и признања
- Давид ди Донатело
  - Номинација за најбољу споредну женску улогу за 18 regali
  - Награда Давид Ђовани за 18 regali
- Настро д'Арђенто
  - Номинација за најбољу споредну женску улогу за 18 regali